# Sumpbläddra
Sumpbläddra (Utricularia stygia) är en tätörtsväxtart som beskrevs av Göran Thor. Enligt Catalogue of Life ingår Sumpbläddra i släktet bläddror och familjen tätörtsväxter, men enligt Dyntaxa är tillhörigheten istället släktet bläddror och familjen tätörtsväxter. Arten är reproducerande i Sverige. Inga underarter finns listade i Catalogue of Life.